# Richard P. Lifton
Richard Priestley Lifton (né en 1953) est un biochimiste américain et le 11e et actuel président de l'Université Rockefeller.

## Biographie
Il obtient son baccalauréat en sciences biologiques du Dartmouth College et en 1986, il obtient son doctorat en médecine et son doctorat en biochimie de l'Université Stanford. Il est formé au Brigham and Women's Hospital avant de commencer son laboratoire à Yale en 1993. Il reçoit le prix Wiley en sciences biomédicales pour sa découverte de gènes associés à la régulation de la pression artérielle. En 2014, il reçoit le prix Breakthrough. Il est chercheur au Howard Hughes Medical Institute (HHMI) depuis 1994. Il est intronisé à l'Académie nationale des sciences et à l'Institut de médecine, et il est membre de l'Association américaine pour l'avancement des sciences.
En mai 2016, Lifton est nommé président de l'Université Rockefeller. Il succède à Marc Tessier-Lavigne.